# Даян Очір-хан
Даян Очір-хан (*ᠳᠠᠶᠠᠨᠬᠠᠭᠠᠨ; д/н — 22 квітня 1668) — 2-й володар Хошутського ханства в 1655—1668 роках. В тибетських джерелах відомий як Тенцзін Дордже (тиб. བསྟན་འཛིན་རྡོ་རྗེ).

## Життєпис
Старший син Гюші-хана. Про молоді роки обмаль відомостей. 1655 року спадкував владунадхошутами. Разом з тим вимушен зробити брата Даші-Батура молодшим співволодарем, передавши тому владу над племенами біля озера Кукунор. 7 лютого 1658 року Далай-лама V оголосив Даян Очір-хан правителем Тибету. Останній розташував свою ставку в центральному Тибеті.
Поступово позначивсяполітичний та духовний вплив далай-ламиV перед потугою Даян Очір-хана, оскільки перший легко зміг владнати протиріччя між ойратами на півночі. Даян продовжив практику попередника, перебуваючи влітку в ставці в області Дам, біля озера Намцо, а взимку часто відвідував Лхасу.
У 1657 році намагався втрутитися в справи Китаю, де на той час відбулися повстання проти династії Цін. Хошути зайняли місто Сінін, але ненаважилися на протидію цінській армії. Помер Даян Очір-хан 1668 року. Йому спадкував брат Даші-Батур.